# マッラ朝
マッラ朝（マッラちょう、Malla Dynasty）は、ネパールの王朝（ 1200年 - 1769年）。

## 歴史
1200年、アリ・マッラ1世によって創始された。
初期のころはティルフット王国、ベンガル・スルターン朝の君主シャムスッディーン・イリヤース・シャーの侵略にもさらされた。ことにベンガルの侵略では壊滅的な打撃をうけた。
1428年、ヤクシャ・マッラが統治をはじめると、内政は成功し、国外にも勢力を伸ばし、王朝は最盛期を迎えた。
だが、その死も以て統一マッラ朝は崩壊した。1484年にバクタプル・マッラ朝からカトマンズ・マッラ朝が分裂した。さらに、1619年にカトマンズ・マッラ朝からパタン・マッラ朝が分裂し、ここにマッラ朝は3つに分裂した。
三都はそれぞれ権謀戦術を張り巡らし、ときにカトマンズ盆地外のセーナ王国やゴルカ王国の力を借りた。そうしたなか、ゴルカ王国が三都の争いに積極的に介入してきた。ゴルカはパタンと友好をともっていたが、プリトビパティ・シャハの時に三都に対して権謀戦術を用いるようになり、それは次のナラ・ブーパール・シャハ、プリトビ・ナラヤン・シャハに受け継がれた。
1768年、プリトビ・ナラヤンによりカトマンズ・マッラ朝、パタン・マッラ朝が、1769年にはバクタプル・マッラ朝がゴルカに滅ぼされ、三都マッラ朝の時代は終わりを告げ、ネパール王国の時代が始まった。